# Conrad Hilton
Conrad Nicholson Hilton (25. prosince 1887, San Antonio, Nové Mexiko – 3. ledna 1979 Santa Monica, Kalifornie) byl americký hoteliér, zakladatel hotelového impéria Hilton.

## Život
Narodil se jako jeden z osmi dětí Augustovi Halvorsonovi Hiltonovi (1854–1919), imigrantovi z Norska, a Marii Genevieve Laufersweiler (1861–1947), Američance s německými kořeny.